# Justify My Love
Justify My Love ist ein Lied des US-amerikanischen Sängerin Madonna aus dem Jahr 1990.

## Entstehung und Veröffentlichung
Geschrieben wurde das Lied von der Interpretin selbst, zusammen mit den Koautoren Ingrid Chavez und Lenny Kravitz. Letzterer zeichnete zudem auch für die Produktion verantwortlich. Das Lied basiert auf einem programmierten Sample von Public Enemys Security of the First World.
Die Erstveröffentlichung von Justify My Love erfolgte als Single am 6. November 1990 bei Sire Records. Diese erschien als 7″-Single mit einem Remix zu Express Yourself als B-Seite (Katalognummer: 5439-19485-7). Etwa eine Woche später erschien es zudem als CD-Maxi-Single mit drei verschiedenen Versionen zu Justify My Love (Katalognummer: 7599-21851-2) sowie als 12″-Single, die neben den drei Versionen zu Justify My Love auch den Express Yourself beinhaltet (Katalognummer: 759921820-0). Am 12. November 1990 erschien das Lied als Teil der Kompilation The Immaculate Collection (Katalognummer: 7599-26440-4), dessen erste Singleauskopplung es ist.

## Rezeption
Das Lied löste nach dem Erscheinen aufgrund seines Textes und seines Musikvideos, das Themen wie BDSM, Voyeurismus und Bisexualität aufgreift, eine Kontroverse aus. So wurde es von MTV als zu weit gehend empfunden und nicht gespielt. Nur einen Monat zuvor war Madonna, die in ihrer bisherigen Karriere von MTV profitiert hatte, in einer MTV-Werbung ohne Oberteil und nur in die US-amerikanische Fahne gewickelt aufgetreten.

## Kommerzieller Erfolg

### Chartplatzierungen
Justify My Love avancierte zum Nummer-eins-Hit in den US-amerikanischen Billboard Hot 100. Darüber hinaus erreichte es Top-10-Platzierungen im Vereinigten Königreich, Norwegen und der Schweiz (je Rang 3), Australien und den Niederlanden (je Rang 4), Neuseeland (Rang 5), Schweden (Rang 8), Belgien-Flandern und Österreich sowie in Deutschland (Rang 10).
| ChartsChartplatzierungen       | Höchstplatzierung | Wochen |
| ------------------------------ | ----------------- | ------ |
| Deutschland (GfK)              | 10 (17 Wo.)       | 17     |
| Österreich (Ö3)                | 9 (9 Wo.)         | 9      |
| Schweiz (IFPI)                 | 3 (13 Wo.)        | 13     |
| Vereinigte Staaten (Billboard) | 1 (16 Wo.)        | 16     |
| Vereinigtes Königreich (OCC)   | 2 (10 Wo.)        | 10     |

| ChartsJahrescharts (1991)      | Platzierung |
| ------------------------------ | ----------- |
| Deutschland (GfK)              | 66          |
| Vereinigte Staaten (Billboard) | 21          |

### Auszeichnungen für Musikverkäufe
| Land/Region                  | Auszeichnungen für Musikverkäufe (Land/Region, Auszeichnung, Verkäufe) | Verkäufe  |
| ---------------------------- | ---------------------------------------------------------------------- | --------- |
| Australien (ARIA)            | Gold                                                                   | 35.000    |
| Kanada (MC)                  | Gold                                                                   | 50.000    |
| Vereinigte Staaten (RIAA)    | Platin (Single) · + 4× Platin (Videosingle)                            | 1.200.000 |
| Vereinigtes Königreich (BPI) | Silber                                                                 | 275.500   |
| Insgesamt                    | 1× Silber · 2× Gold · 5× Platin ·                                      | 1.560.500 |

Hauptartikel: Madonna (Künstlerin)/Auszeichnungen für Musikverkäufe